# ТЕС Брахмангаон
23°38′2″ пн. ш. 90°27′17″ сх. д. / 23.63389° пн. ш. 90.45472° сх. д.
ТЕС Брахмангаон — теплова електростанція у районі Керанігандж (неподалік від південно-західних околиць Дакки), яка належить компанії Aggreko.
В 21 столітті на тлі стрімко зростаючого попиту у Бангладеш почався розвиток генеруючих потужностей на основі двигунів внутрішнього згоряння, які могли бути швидко змонтовані. Зокрема, в 2018-му почала роботу електростанція від Aggreko, майданчик якої розташований на правому березі Буріганги — рукава Дхалешварі (рукав Брахмапутри, який впадає у Мегхну) у Брахмангаон. Тут встановили більше ста тридцяти невеликих генераторних установок, при цьому номінальна потужність станції визначена як 100 МВт. У 2018/2019 році фактична чиста паливна ефективність ТЕС становила 36,6%.
Як паливо станція використовує нафтопродукти.
Видача продукції відбувається по ЛЕП, розрахованій на роботу під напругою 132 кВ.
Можливо відзначити, що у районі Керанігандж також були створені й інші електростанції на основі двигунів внутіршнього згоряння — ТЕС Босіла, ТЕС Char Galgalia, ТЕС Aowrahati, ТЕС Пангаон.